# Tessa Khan
Tessa Khan es una abogada ambientalista que vive en el Reino Unido. Cofundó y es codirectora de Climate Litigation Network, que apoya casos legales relacionados con la mitigación del cambio climático y la justicia climática.
Khan ha denunciado que los gobiernos nacionales se han beneficiado a sabiendas del aumento de los niveles de dióxido de carbono y han causado daños al medio ambiente, incluso como parte del precedente mundial del Caso del Clima de Irlanda.

## Biografía

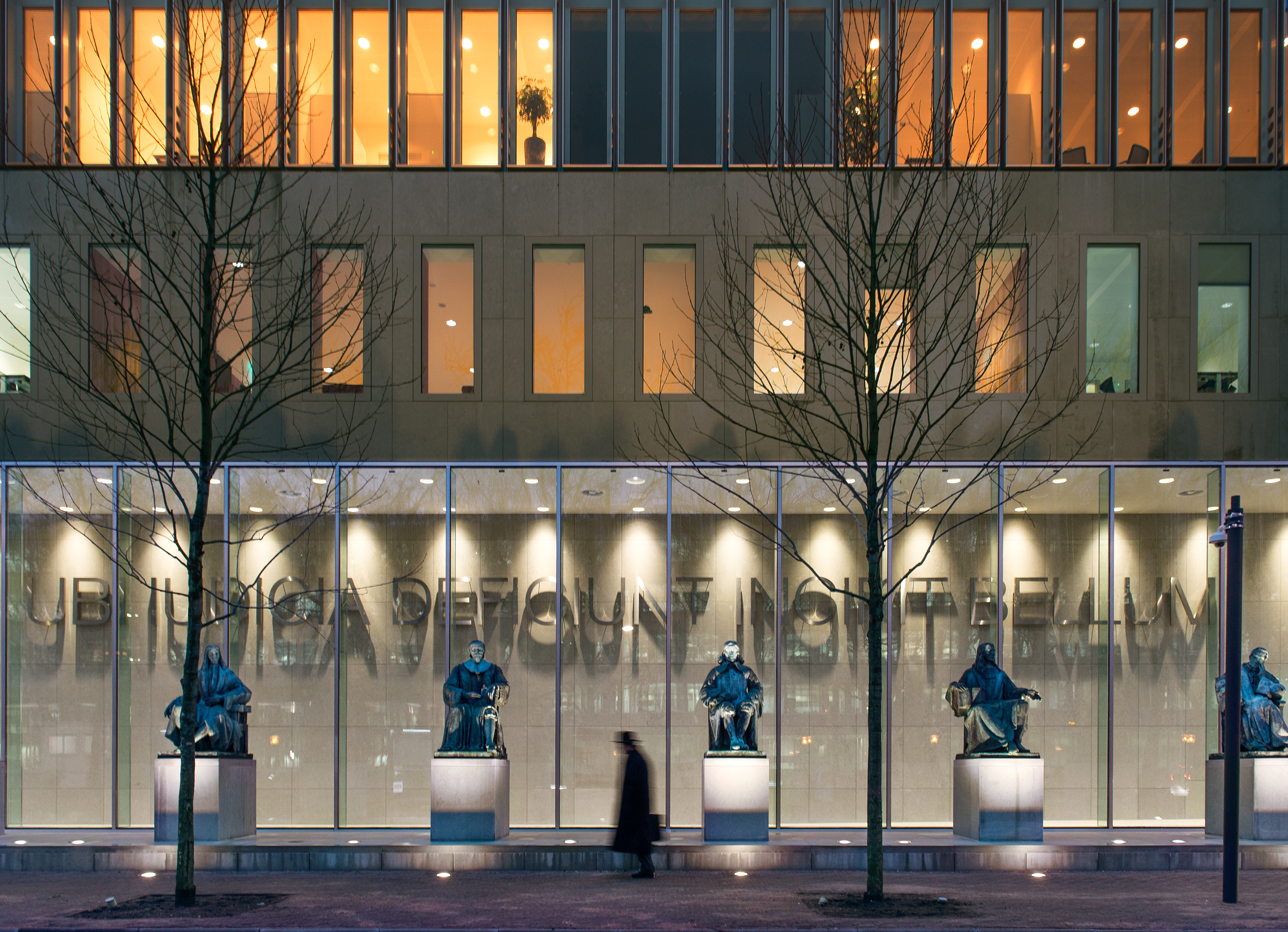
Tribunal Supremo de los Países Bajos, La Haya.

Ha participado en campañas de promoción y defensa de los derechos humanos. En Tailandia, trabajó para una organización sin ánimo de lucro de derechos humanos de las mujeres. Mientras estaba allí, en 2015, se enteró de una sentencia judicial en el Tribunal de La Haya que ordenaba a los Países Bajos reducir sus emisiones de gases de efecto invernadero. Inspirada por el caso, Khan se mudó a Londres (Reino Unido) para unirse al equipo legal de la Urgenda Foundation en 2016.
Khan cofundó la organización Climate Litigation Network, de la que es codirectora, con la Urgenda Foundation para apoyar los casos relacionados con el clima en todo el mundo. A través de la organización, ha ayudado con éxito a grupos de activistas a demandar a sus propios gobiernos. Maneja casos en todo el mundo, incluyendo Canadá, Países Bajos, Nueva Zelanda, Noruega, Pakistán y Corea del Sur.
Apoyó casos en Países Bajos e Irlanda que desafiaron con éxito la idoneidad de los planes de gobierno para reducir emisiones. En diciembre de 2019, en el caso del Estado de los Países Bajos contra la Urgenda Foundation, el Tribunal Supremo de los Países Bajos ordenó al gobierno reducir la capacidad de las centrales eléctricas de carbón y supervisar alrededor de 3.000 millones de euros en inversiones para reducir las emisiones de carbono. La victoria de este caso fue descrito por The Guardian como "la demanda climática más exitosa hasta la fecha".
En agosto de 2020, en lo que se conoce como Caso Climático de Irlanda, el Tribunal Supremo de Irlanda dictaminó que su gobierno debía elaborar un plan nuevo y más ambicioso para reducir las emisiones de carbono. Irlanda ocupa el tercer lugar en emisiones de gases de efecto invernadero per cápita entre los países de la Unión Europea.

## Reconocimientos
En 2018, Khan recibió el premio Climate Breakthrough. Al año siguiente, en 2019, la revista Time la incluyó en su lista de las 15 mujeres que lideran la lucha contra el cambio climático.